# Зелений (Ульяновський район)
Зелений (рос. Зелёный) — селище в Ульяновському районі Калузької області Російської Федерації.
Населення становить 2 особи. Входить до складу муніципального утворення Село Дудоровський.

## Історія
Від 2004 року входить до складу муніципального утворення Село Дудоровський

## Населення
| 2010 |
| ---- |
| 2    |